# Apanteles renaulti
Apanteles renaulti är en stekelart som beskrevs av Mason 1974. Apanteles renaulti ingår i släktet Apanteles och familjen bracksteklar. Inga underarter finns listade i Catalogue of Life.